# تپه گونلو ۱
تپه گونلو ۱ مربوط به هزاره اول قبل از میلاد - دوره اشکانیان و دوره ساسانیان است و در شهرستان میانه، بخش مرکزی، دهستان اوچ تپه شرقی، ۲ کیلومتری غرب روستای گونلو واقع شده و این اثر در تاریخ ۲۷ آبان ۱۳۸۶ با شمارهٔ ثبت ۲۰۱۸۰ به‌عنوان یکی از آثار ملی ایران به ثبت رسیده است.